# Antarcella
Antarcella ist eine Gattung einzelliger, beschalter Amöben. Sie umfasst zwei Arten und gehört zur Familie der Arcellidae.

## Merkmale
In der Seitenansicht sind Vertreter der Gattung Antarcella halbkugelförmig. Die Gehäuse weisen eine scheidenförmige, kreisrunde Mundöffnung auf. Der Zellkern gehört zum ovularen Typ, enthält also zahlreiche Kernkörperchen, dies ist das einzig sichere diagnostische Merkmal zur Abgrenzung gegen Vertreter der Gattung Arcella („Uhrgläschen“). Es gibt eine kontraktile Vakuole mit einem Durchmesser von 10 bis 15 Mikrometer.

## Ökologie
Antarcella-Arten leben als Pflanzenfresser in Torfmoosen.

## Systematik
Die Gattung wurde 1928 durch Georges Deflandre erstbeschrieben, 1953 erweiterte er die Beschreibung (Emendation). Die Gattung umfasst zwei Arten, darunter:
- Antarcella atava (Typusart)

## Nachweise
1. 1 2 3  Ralf Meisterfeld: Arcellinida, In: John J. Lee, G. F. Leedale, P. Bradbury (Hrsg.): An Illustrated Guide to the Protozoa. Band 2. Allen, Lawrence 2000, ISBN 1-891276-23-9, S. 827–860 (englisch).